# Johan Huizinga

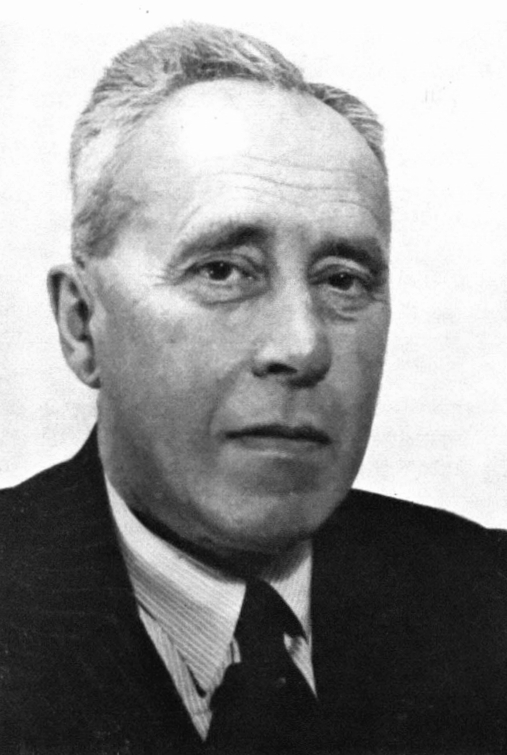
Johan Huizinga, nach 1930

Johan Huizinga [ˈjoːɦɑn 'ɦœyzɪŋɣaː] (* 7. Dezember 1872 in Groningen; † 1. Februar 1945 in De Steeg bei Arnhem) war ein niederländischer Kulturhistoriker. In seinen Forschungen befasste er sich mit einem breiten Spektrum an Themen vom Frühmittelalter bis zu seiner Gegenwart, die sich über die nordamerikanische über die niederländische und europäische bis zur arabischen und indischen Geschichte erstreckten. Sein berühmtestes Buch trägt den Titel Herbst des Mittelalters und interpretierte das Zeitalter der Renaissance weniger als Zeit des intellektuellen Aufbruchs in die Neuzeit, sondern vor allem als Niedergang der mittelalterlichen Kultur und Gesellschaft. In diesem wie in seinen anderen Werken interessierte sich Huizinga insbesondere für die Zusammenhänge zwischen dem geistigen Leben einer Gesellschaft (Literatur, bildende Kunst, Mentalitäten) und ihrer äußerlichen Entwicklung.

## Leben

### Herkunft und wissenschaftliche Anfänge
Johan Huizinga entstammt einer mennonitischen Predigerfamilie. Sein Vater Dirk Huizinga war Professor für Physiologie an der Medizinischen Fakultät der Universität Groningen. Huizinga wuchs in Groningen auf, besuchte dort seit 1885 das Gymnasium und interessierte sich frühzeitig für Sprachwissenschaft, Geschichte und Anthropologie. Den ursprünglichen Plan, in Leiden Arabistik und Sprachwissenschaft zu studieren, gab er aus finanziellen Gründen auf und begann stattdessen an der Universität Groningen ein Studium der Niederländischen Philologie, in dessen Rahmen er auch Geographie und Geschichte bei Pieter Jan Blok und Sanskrit bei Jacob Speyer hörte.
Von 1893 bis 1895 absolvierte er das Referendariat und Abschlussexamen für das Lehramt in Niederländisch, Geschichte und Geographie. Anschließend bereitete er eine sprachwissenschaftliche Dissertation vor, die Ausdrücke für Licht- und Klangempfindungen in verschiedenen indogermanischen Sprachen vergleichend untersuchen sollte. Zu diesem Zweck unternahm er im Wintersemester 1895/96 einen mehrmonatigen Studienaufenthalt in Leipzig, brach diesen jedoch wieder ab, da die dortige Dominanz der Junggrammatiker kein günstiges Umfeld für die völkerkundlich-kulturgeschichtliche Ausrichtung seiner Arbeit bot. Bald nach der Rückkehr gab er auch sein Dissertationsvorhaben in dieser Form auf und begann stattdessen eine Dissertation über die komische Figur des „Vidushaka“ (vergleichbar dem deutschen „Hanswurst“) im indischen Theater (De Vidushaka in het indisch toneel). Mit dieser Arbeit, die in einer ihrer Thesen auch einen Teil seines ursprünglichen Dissertationsvorhabens verarbeitete, wurde er 1896 bei Jacob Speyer promoviert. Enttäuscht von der Sprachwissenschaft, insbesondere von den Junggrammatikern, deren Streben nach Rekonstruktion und Vergleich formaler Strukturen sich immer weiter von der lebendigen gesprochenen Sprache und ihrer emotionalen und expressiven Bedeutung entfernte, wandte er sich in einer Art persönlicher „semantischer Wende“ dem Bedeutungsgehalt kultureller Ausdrucksformen zu.
1897 trat er eine Stelle als Geschichtslehrer an einem Gymnasium in Haarlem an. Im Januar 1903 wurde er außerdem an der Universiteit van Amsterdam als Privatdozent für altindische Literatur- und Kunstgeschichte zugelassen und hielt dort ab Oktober Vorlesungen.
Seit 1902 war Huizinga verheiratet mit der aus einer wohlhabenden Middelburger Familie stammenden Mary Vicentia Schorer († Juli 1914). Der Ehe entstammten fünf Kinder, die der Witwer Huizinga nach dem frühen Tod seiner Ehefrau allein erzog.

### Professor in Groningen und Leiden
Seine Tätigkeit als Lehrer befriedigte ihn nicht. In der Orientalistik bestanden keine günstigen Aussichten auf eine Professur, auch das Angebot einer journalistischen Tätigkeit schlug er aus. Stattdessen wandte er sich auf Anraten seines früheren Lehrers Blok der Geschichtswissenschaft zu. Einen Anstoß dazu erhielt er durch die Ausstellung spätmittelalterlicher Malerei 1902 in Brügge, die sein visuell geprägtes Denken stark anregte. Blok verschaffte ihm 1905 gegen Vorbehalte der Fakultät und des Kuratoriums den Groninger Lehrstuhl für allgemeine und niederländische Geschichte, noch ehe Huizingas erste einschlägig qualifizierende Arbeit, eine auf Archivstudien beruhende Untersuchung zur Stadterhebung Haarlems, vollständig erschienen war.
In Groningen versah er seine Geschichtsprofessur und hielt außerdem eine agrargeschichtliche Vorlesung am 1906 dort gegründeten Institut für Landbau. Er veröffentlichte eine Edition von Rechtsquellen zur Geschichte Haarlems, einige kleinere geschichtliche oder regionalgeschichtliche Arbeiten und eine Arbeit zur Geschichte der Groninger Universität im 19. Jahrhundert, in der er das universitätsgeschichtliche Thema mit allgemeineren kultur- und geisteswissenschaftlichen Fragestellungen verband.
1915 wurde er auf den Lehrstuhl für Allgemeine Geschichte an der Universität Leiden, einen der renommiertesten Lehrstühle des Landes, berufen, den er bis zur Schließung der Universität im Jahre 1942 innehatte. Dort amtierte er 1932/33 als Rektor. 1916 wurde er Mitglied der Niederländischen Akademie der Wissenschaften in Amsterdam, in der er ab 1929 den Vorsitz der geisteswissenschaftlichen Abteilung führte. Außerdem wirkte er von 1916 bis 1932 als Redakteur bei De Gids, einer der führenden Kulturzeitschriften der Niederlande. 1919 erschien sein Werk Herbst des Mittelalters (Herfsttij der Middeleeuwen), das heute zu den Hauptwerken der Geschichtsschreibung des 20. Jahrhunderts zählt. Er publizierte in den folgenden Jahren eine Vielzahl von Studien zur spätmittelalterlichen und frühneuzeitlichen Geschichte, Literatur und Kunst, aber auch zwei Arbeiten zur Geschichte und Kultur der USA. In seiner 1929 erschienenen kulturhistorischen Abhandlung (Cultuurhistorische verkenningen) formulierte er eine wegweisende Definition von Geschichtsschreibung: „Geschichte ist die geistige Form, in der sich eine Kultur über ihre Vergangenheit Rechenschaft gibt.“
Huizinga engagierte sich in der Akademie, in wissenschaftlichen Gesellschaften (u. a. 1918/19 als Vorsitzender der Maatschappij der Nederlandse Letterkunde) und in verschiedenen Gremien. Zudem war er universitätspolitisch aktiv. 1927 wurde er für vier Jahre Dekan seiner Fakultät; im Universitätsjahr 1932/33 war er Rektor. Er hielt weltweit Vorträge – in Frankreich, Belgien, der Schweiz, Österreich, England, Spanien, den USA und Niederländisch-Indien – und wurde von den Universitäten von Tübingen (1927) und Oxford (1937) mit Ehrendoktorwürden geehrt. In den 1920er Jahren war er niederländischer Gutachter des Laura Spelman Rockefeller Memorial der Rockefeller Foundation und bereiste in dieser Eigenschaft 1926 drei Monate lang amerikanische Bildungs- und Wissenschaftseinrichtungen. 1933 wurde er Mitglied der Commission Internationale de Coopération Intellectuelle des Völkerbunds.

### Protest gegen den deutschen Antisemitismus
In seinen Veröffentlichungen wahrte Huizinga meist Abstand zum tagespolitischen Geschehen; in seinen politischen Einstellungen galt er als konservativ und wenig demokratisch gesinnt. Dennoch setzte er kurz nach der deutschen Machtergreifung 1933 ein weithin wahrgenommenes Zeichen gegen den deutschen Nationalsozialismus und Antisemitismus und auch der Solidarität mit den in Deutschland verfolgten Juden.
Kurz vor Ende einer im April an der Leidener Universität stattfindenden französisch-deutsch-englisch-niederländischen Tagung des International Student Service lud Huizinga als Rektor der Universität den als Leiter der deutschen Delegation anwesenden Nationalsozialisten Johann von Leers zu einem Gespräch ein und befragte ihn über die von diesem verfasste antisemitische Hetzschrift mit dem Titel: „Forderung der Stunde: Juden raus!“, von der er kurz zuvor Kenntnis erhalten hatte. In diesem Werk, das erstmals 1928 erschienen war, griff Leers das Klischee antisemitischer Ritualmordlegenden aus dem Mittelalter auf und behauptete, dass Christenkinder auch in den 1930er Jahren in Gefahr seien, von Juden ermordet zu werden. Dazu sprach Leers in der Broschüre Juden einen kriminellen Charakter zu, wie es Martin Finkenberger in seiner Untersuchung im Bulletin des Deutschen Historischen Instituts Moskau als typisch für Leers Publikationen bezeichnet. Leers verteidigte seine antisemitische Haltung und seine Broschüre mit wenig überzeugenden Argumenten. Darauf bat ihn der Rektor, die Universität und damit die Tagung zu verlassen, und verabschiedete ihn ohne Handschlag. Der Rektor sah die Idee der Tagung, die dem internationalen akademischen Austausch diente, verletzt. Auf Grund dieser Zurechtweisung reiste die deutsche Delegation ab, und die Konferenz wurde einen Tag früher beendet.
In den Niederlanden fand Huizingas religiös begründete humanistische Haltung anfangs nicht nur Zustimmung; so musste er sich vor dem Kuratorium seiner Universität rechtfertigen. Aber er erhielt auch große Unterstützung. In Deutschland wurde er scharf angegriffen. So distanzierte sich die Redaktion der Historischen Zeitschrift in einer Anmerkung zu einem im Druck befindlichen Aufsatz Huizingas öffentlich von ihm und schrieb, dass sie diesen Artikel nicht abgedruckt hätte, wenn sie Kenntnis von dem durch Huizinga veranlassten Vorfall gehabt hätte. Sie druckte auch keine weiteren Artikel von ihm mehr ab. Huizinga wurde auf die von der Reichsschrifttumskammer eingeführte Liste des schädlichen und unerwünschten Schrifttums gesetzt – ein Publikationsverbot in Deutschland. Zusätzlich erhielt er ein Einreiseverbot und wurde auf die Fahndungslisten der Gestapo gesetzt. Huizingas Beispiel aus dem Jahr 1933 machte Schule. Nachfolgende Rektoren und andere Professoren sprachen sich gegen den Antisemitismus der Deutschen aus. Nach dem Einfall der Deutschen in die Niederlande gab es im Oktober 1940 Vorträge von Professoren an der Universität Leiden, die sich gegen die Deutschen und ihren Antisemitismus richteten, als eine Reihe von jüdischstämmigen Mitarbeitern die Universität Leiden verlassen mussten.

### Letzte Jahre

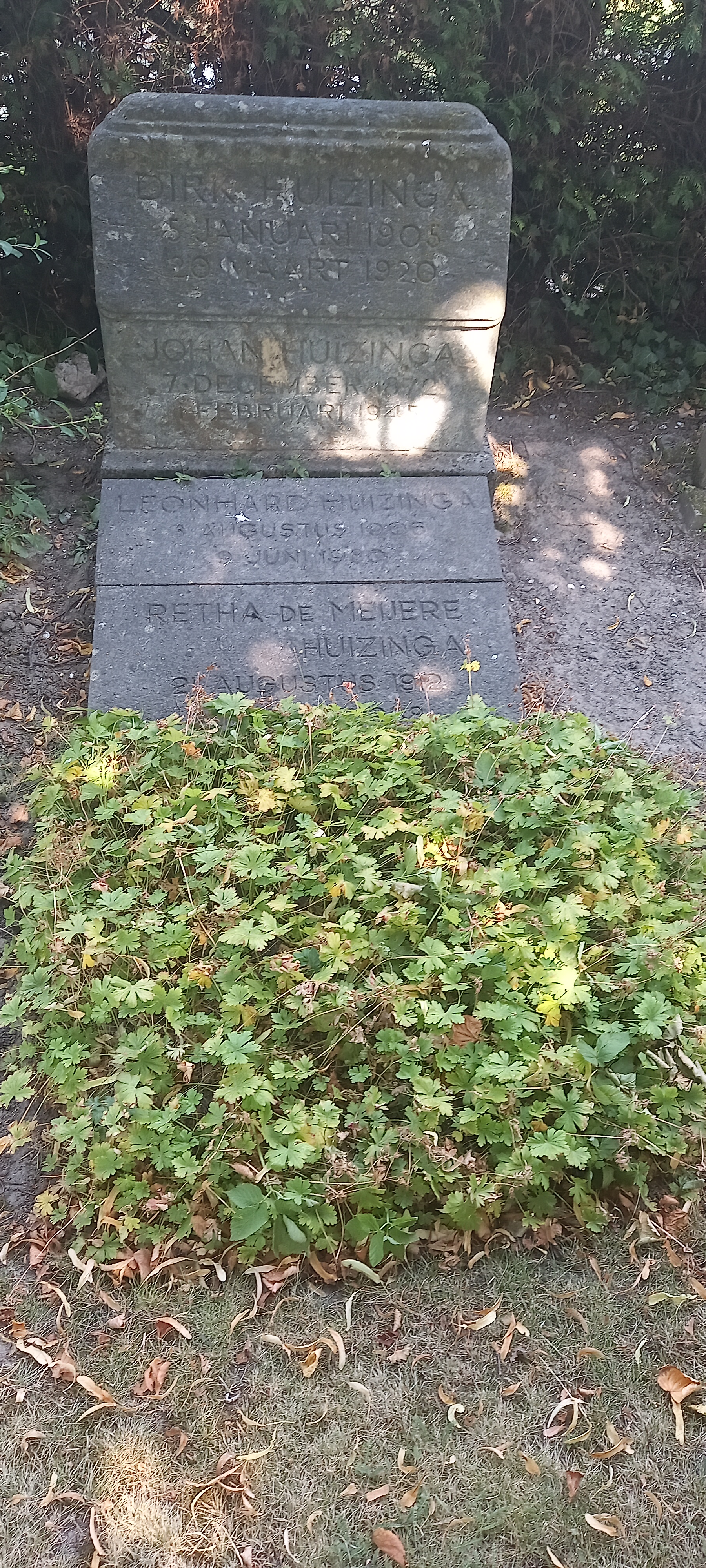
Das Grab von Johan Huizinga im Familiengrab auf dem reformierten Friedhof von Oegstgeest

Während der deutschen Besatzung der Niederlande (1940–1945) im Zweiten Weltkrieg konnte Huizinga seine Professur anfangs noch ausüben. Obwohl sein Name seit Mai 1940 auf einer Liste potenzieller Geiseln stand und er mit seiner Verhaftung rechnete, lehnte er im August 1940 eine Einladung zur Emigration in die USA ab. Im Februar 1941 wirkte er an der Formulierung einer Erklärung gegen die antisemitischen Maßnahmen der deutschen Besatzer mit, die anschließend von Rektorat und Kuratorium der Universität wieder abgeschwächt wurde. Mit anderen Professoren bat er Ende April 1942 im Rahmen eines Protests gegen die Einmischungen der Besatzungsbehörden in Universitätsangelegenheiten um seine Entlassung. Am 1. Juni 1942 wurde er emeritiert, auch seine Mitgliedschaft in der Akademie der Wissenschaften musste er niederlegen. Im gleichen Jahr wurde die Universität Leiden geschlossen.
Im August 1942 wurde Huizinga mit anderen Prominenten im Geisellager Sint-Michielsgestel interniert. Aufgrund eines ärztlichen Gutachtens, das ihn als für die „Dauer nicht haft- und lagerfähig“ erklärte, wurde er auf eine ministerielle Anordnung hin bereits im Oktober wieder entlassen, da im Hinblick auf seine internationale Bekanntheit auf jeden Fall vermieden werden sollte, dass er in deutscher Haft ums Leben kam. Die Entlassung erfolgte jedoch unter der Auflage, nicht nach Leiden zurückzukehren. Mit seiner zweiten Ehefrau, der fast vierzig Jahre jüngeren Auguste Schölvinck (1909–1979) –, das Paar hatte 1937 geheiratet –, und mit ihrer gemeinsamen Tochter ließ sich Huizinga daraufhin in De Steeg bei Arnhem nieder. Den Kontakt zu Freunden und Kollegen erhielt er brieflich aufrecht. Am 7. Dezember 1942 wurden ihm zu seinem siebzigsten Geburtstag zwei Festschriften im Manuskript angeboten, die jedoch erst 1948 im Druck erscheinen konnten. Im März 1943 wurden seine Schriften in den Niederlanden verboten. Nach einer kurzen Krankheit starb Johan Huizinga am 1. Februar 1945 in De Steeg.

## Geschichte als Kulturgeschichte
Huizingas Geschichtsverständnis erfuhr eine Prägung durch sein Studium der Sprachwissenschaften und durch seine Begeisterung für Kunst, insbesondere für Malerei. Er begriff Geschichtsschreibung als bildhaft-intuitive Mentalitäts- bzw. Kulturgeschichte. Seine Antrittsvorlesung in Groningen mit dem Titel Het aesthetische bestanddeel van geschiedskundige voorstellingen (1905) kann hierfür als programmatisch angesehen werden. Ausführlicher zu seiner morphologischen Methodik äußerte er sich in Aufsätzen, die in dem Band Wege der Kulturgeschichte (1930) veröffentlicht wurden.
Sein Hauptwerk ist Herbst des Mittelalters (1919), das heute als Klassiker der europäischen Historiographie des 20. Jahrhunderts gilt.
In Homo ludens (1938; deutsch: 1939) untersucht Huizinga die Rolle des Spiels und der Kreativität in allen Bereichen der Kultur, besonders in Recht, Wissenschaften, Kunst und Philosophie. Das Spiel wird als zentraler, selbstständiger Kulturfaktor gesehen und die Neigung zum Spiel als Ursprungsort aller großen kulturellen Bildungen angesehen. Unter „Spiel“ versteht er
- „eine freiwillige Handlung oder Beschäftigung,
- die innerhalb gewisser festgesetzter Grenzen von Zeit und Raum
- nach freiwillig angenommenen, aber unbedingt bindenden Regeln verrichtet wird,
- ihr Ziel in sich selber hat und
- begleitet wird von einem Gefühl der Spannung und Freude und einem Bewusstsein des ‚Andersseins‘ als das ‚gewöhnliche Leben‘.“ (Homo ludens, Taschenbuchausgabe Rowohlt-Verlag, Reinbek bei Hamburg 1991, S. 37).

Allerdings grenzt Huizinga seine Auffassung ausdrücklich (und gegen manches Missverständnis) von der Hypothese ab, die Kultur gehe in einem Entwicklungsprozess aus dem Spiel hervor. Er möchte vielmehr zeigen, „daß Kultur in Form von Spiel entsteht“. „Kultur wird anfänglich gespielt“. In ihren Spielen bringt die Gemeinschaft ihre Deutung des Lebens und der Welt zum Ausdruck. „Dies ist nicht so zu verstehen, daß Spiel in Kultur umschlägt, vielmehr daß der Kultur in ihren ursprünglichen Phasen etwas Spielmäßiges eigen ist, ja daß sie in den Formen und der Stimmung eines Spiels aufgeführt wird“ (Taschenbuchausgabe Rowohlt-Verlag, Reinbek bei Hamburg 2009, S. 57).
Huizinga steht damit auch am Anfang einer Diskussion um den Ursprung des Sports. Wenn er allgemein menschlich ist, kann er nicht erst, wie u. a. von Allen Guttmann postuliert, mit der Industrialisierung in Großbritannien entstanden sein, sondern seine Elemente müssen schon lange vorher existiert haben.
Daneben veröffentlichte Huizinga eine Geschichte der Universität Groningen im 19. Jahrhundert, Mensen en menigte in Amerika (1917) und Amerika levend en denkend (1926) zur Kultur und Geschichte der USA, eine Biographie des Erasmus von Rotterdam, eine Biographie des niederländischen Künstlers Jan Veth (1927), eine Darstellung der niederländischen Kultur des 17. Jahrhunderts sowie die beiden Schriften Im Schatten von morgen (1935) und Geschändete Welt (posthum 1945), die sich kritisch mit gesellschaftlichen Entwicklungen seiner Gegenwart beschäftigten.
Zudem verfasste er kurz vor seinem Tode die kleine autobiographische Schrift Mein Weg zur Geschichte (posthum 1947 erschienen).

## Veröffentlichungen

### Verzamelde Werken(Gesamtausgabe)
- Bd. 1: Oud-Indië, Nederland, Tjeenk Willink, Haarlem [dort auch alle weiteren Bände], 1948.
- Bd. 2: Nederland, Haarlem 1948.
- Bd. 3: Cultuurgeschiedenis I, Haarlem 1949, online.
- Bd. 4: Cultuurgeschiedenis II, Haarlem 1949.
- Bd. 5: Cultuurgeschiedenis III, Haarlem 1950 (mit Homo ludens).
- Bd. 6: Biografie, Haarlem 1950.
- Bd. 7: Geschiedwetenschap, Hedendaagsche Cultuur, Haarlem 1950.
- Bd. 8: Universiteit, Wetenschap en Kunst, Haarlem 1951.
- Bd. 9: Bibliografie en Register, Haarlem 1953.

### Deutschsprachige Ausgaben
- Herbst des Mittelalters. Studien über Lebens- und Geistesformen des 14. und 15. Jahrhunderts in Frankreich und in den Niederlanden. Ins Deutsche übersetzt von Tilli Jolles Mönckeberg. Drei-Masken-Verlag, München 1924. (Übersetzung von Herfstij der middeleeuwen. Leiden 1919).
  - Zweite, verbesserte Auflage: Drei-Masken-Verlag, München 1928.
  - Dritte, durchgesehene Auflage: Kröner, Stuttgart 1930. 12. Auflage, 2006, ISBN 3-520-20412-6.
  - Neuübersetzung. Wilhelm Fink Verlag, 2018. ISBN 978-3-7705-6242-8.
- Erasmus. Deutsch von Werner Kaegi. Benno Schwabe, Basel 1928.
  - Europäischer Humanismus: Erasmus (= Rowohlts deutsche enzyklopädie, Band 78). Rowohlt, Reinbek bei Hamburg 1951 (und öfter).
    - Neuausgabe: Erasmus. Eine Biographie, mit aktualisierter Bibliographie, Nachwort von Heinz Holezcek. Rowohlt, Reinbek bei Hamburg 1993.

  - Erasmus. Facsimile-Nachdruck der Ausgabe 1928. Mit zahlreichen Holz- und Metallschnitten von Hans Holbein d. J., Schwabe, Basel 1988.
  - Erasmus und Luther – Europäischer Humanismus und Reformation. Neuübersetzung von Hartmut Sommer, Topos-Taschenbuch, Kaevelaer 2016, ISBN 978-3-8367-1071-8.
- Wege der Kulturgeschichte. Studien. Deutsch von Werner Kaegi. Drei-Masken-Verlag, München 1930.
  - Neuausgabe: Pantheon, Amsterdam/Leipzig 1941.
- Holländische Kultur des siebzehnten Jahrhunderts. Ihre sozialen Grundlagen und nationale Eigenart (=Schriften des Deutsch-Niederländischen Instituts Köln, Heft I). Eugen Diederichs, Jena 1932 (im Original deutsch).
  - Übersetzung der holländischen Neufassung von 1941: Holländische Kultur im siebzehnten Jahrhundert. Eine Skizze. Deutsch von Werner Kaegi. Fassung letzter Hand. Mit Fragmenten von 1932, Basel/Stuttgart 1961.
    - Neuausgabe mit einem Nachwort von Horst Gerson: Suhrkamp, Frankfurt am Main 1977, ISBN 3-518-36901-6.
    - Neuausgabe mit einem Nachwort von Bernd Roeck. Beck’sche Reihe 1737, C. H. Beck, München 2007, ISBN 3-406-54756-7.
- Über die Verknüpfung des Poetischen mit dem Theologischen bei Alanus de Insulis. Noord-Hollandsche Uitg.-Mij, Amsterdam 1932 (deutsch).
- Die Mittlerstellung der Niederlande zwischen West- und Mitteleuropa (=Grundfragen der internationalen Politik, Heft 5). B. G. Teubner, Leipzig/Berlin 1933.
- Im Schatten von morgen. Eine Diagnose des kulturellen Leidens unserer Zeit. Deutsch von Werner Kaegi. Gotthelf, Bern/Leipzig 1935
  - als Sonderausgabe des 1. Teils von Huizingas Schriften zur Zeitkritik. Occident/Pantheon, Zürich/Büssel 1948.
- Der Mensch und die Kultur. Bermann-Fischer, Stockholm 1938.
- Homo Ludens. Versuch einer Bestimmung des Spielelementes der Kultur. Akademische Verlagsanstalt Pantheon, Basel 1938.
  - Homo ludens. Vom Ursprung der Kultur im Spiel (= Rowohlts deutsche Enzyklopädie, Band 21). In engster Zusammenarbeit mit dem Verfasser aus dem Niederländischen übertragen von Hans Nachod. Mit einem Nachwort von Andreas Flitner. Rowohlt, Hamburg 1956.
    - Neuausgabe als Rowohlts Enzyklopädie, Nr. 435, Rowohlt, Reinbek bei Hamburg 1987 (19. Auflage, 2004), ISBN 3-499-55435-6.
- Im Banne der Geschichte. Betrachtungen und Gestaltungen. Übertragen von Werner Kaegi und Wolfgang Hirsch. Akademische Verlagsanstalt Pantheon, Amsterdam 1942.
  - Revidierte schweizerische Lizenzausgabe: Occident/Pantheon, Zürich/Brüssel 1942.
- Wenn die Waffen schweigen. Die Aussichten auf Genesung unserer Kultur. Deutsch von Wolfgang Hirsch [Geschändete Welt]. Amsterdam 1945 / Burg, Basel 1945.
- Parerga. Hrsg. von Werner Kaegi. Amsterdam/Basel 1945.
- Mein Weg zur Geschichte. Letzte Reden und Skizzen. Deutsch von Werner Kaegi. Schwabe, Klosterberg/Basel 1947.
- Schriften zur Zeitkritik (enthält: Im Schatten von morgen / Geschändete Welt). Pantheon, Occident, Zürich/Brüssel 1948.
- Burgund. Eine Krise des romanisch-germanischen Verhältnisses. Tübingen 1952.
- Das Problem der Renaissance. Tübingen 1953.
- Geschichte und Kultur. Gesammelte Aufsätze. Hrsg. und eingeleitet von Kurt Köster. Kröner, Stuttgart 1954.

Gesamtausgabe
- Huizinga Schriften. In sieben Bänden. Aus dem Niederländischen von Annette Wunschel. Brill Fink, Paderborn 2011–2023, ISBN 978-3-7705-6793-5 (Hardcover; eBooks mit eigener ISBN).
  - Band 1: Amerika. (Mensch und Masse in Amerika, Amerika – Leben und Denken, Amerika-Tagebuch). 2011, ISBN 978-3-7705-5167-5.
  - Band 2: Kultur- und zeitkritische Schriften: Im Schatten von morgen, Verratene Welt. Nachwort von Thomas Macho. 2014, ISBN 978-3-7705-5575-8. (Annette Wunschel bekam für diese Übersetzung den Else-Otten-Preis 2016.)
  - Band 3: Briefe I (1894-1927). 2016, ISBN 978-3-7705-5576-5.
  - Band 4: Briefe II (1928–1945). 2017, ISBN 978-3-7705-5991-6.
  - Band 5: Herbst des Mittelalters. Studie über Lebens- und Gedankenformen des 14. und 15. Jahrhunderts in Frankreich und den Niederlanden. 2020, ISBN 978-3-7705-6242-8.
  - Band 6: Biografische Schriften. (Erasmus und Jan Veth. Sein Leben und Schaffen.) 2021, ISBN 978-3-7705-6452-1.
  - Band 7: Homo Ludens. Versuch einer Bestimmung des Spielelements der Kultur. Mit der Rektoratsrede von 1933, Über die Grenzen von Spiel und Ernst in der Kultur. 2023, ISBN 978-3-7705-6678-5.

### Weitere Werke
- Het aesthetisch bestanddeel van geschiedkundige voorstellingen. [Antrittsvorlesung], Haarlem 1905.
- De geschiedenis der Groningse universiteit. 1914.
- Mensch en menigte in Amerika, 1918.
- Amerika levend en denkend, Haarlem 1926.
- Amerika dagboek 14. april – 19. juni 1926. Hrsg. von A. van der Lem, Amsterdam 1993.
  - alle drei Bücher in deutscher Sprache: Amerika, aus dem Niederländischen von Annette Wunschel. Mit einem Nachwort von Thomas Macho. Wilhelm Fink Verlag, München 2011, ISBN 978-3-7705-5167-5.
- Leven en werken van Jan Veth, Haarlem 1927.
- Over de grenzen van spel en ernst in de cultuur. Rede, Tjeenk Willink, Haarlem 1933.
- A Definition of the Concept of History. In: Philosophy and History. Essays Presented to Ernst Cassirer. Hrsg. von R. Klibansky and H.J. Paton, Oxford 1936, S. 1–10.
- De wetenschap der geschiedenis, Haarlem 1937.
- Men and Ideas. History, the Middle Ages, the Renaissance. Essays. Meridian Books, New York 1959.
- America. A Dutch Historian’s Vision, from Afar and Near. Translated by H. H. Rowen, 1972.
- De taak der cultuurgeschiedenis [Die Aufgabe der Kulturgeschichte. Beiträge zur Geschichtstheorie]. Samengesteld, verzorgd en van een nawoord voorzien door W. E. Krul, Historische Uitgeverij, Groningen 1995.
- De hand van Huizinga. Gesammelte Aufsätze. Hrsg. von Willem Otterspeer. Amsterdam University Press, Amsterdam 2009, ISBN 978-90-8964-020-8 (Digitalisat auf den Seiten der OAPEN Library).

### Briefe
- Briefwisseling I. 1894–1924. Hrsg. von Léon Hanssen, W. E. Krul, A. van der Lem, Utrecht: Edition Veen, 1989.
- Briefwisseling II. 1925–1933, Utrecht 1990.
- Briefwisseling III. 1934–1945, Utrecht 1991.